# Öland
Ne doit pas être confondu avec Oland ou Åland.
Öland (Œlandia en latin et Œlande francisé) est une grande île du sud-ouest de la mer Baltique. Large de 4 à 15 km, elle s'étire sur 137 km le long de la côte sud-est de la Suède, dont elle n'est distante, en son point le plus rapproché, que de 3,3 kilomètres. Les extrémités de l'île sont plus éloignées, vingt-deux kilomètres séparant chacune d'elles du continent.
Surnommée « l'île du soleil et des vents », elle est une des vingt-cinq provinces historiques suédoises, bien qu'elle dépende aujourd'hui du comté de Kalmar (en suédois Kalmar län). L'île est reliée au continent depuis 1972 par un pont de 6 100 m qui part de Kalmar et arrive à Färjestaden.
Dans son Merveilleux voyage de Nils Holgersson à travers la Suède, Selma Lagerlöf compare l'île à un papillon qui perdit ses ailes dans une tempête au-dessus de la Baltique avant de s'y échouer.

## Description
L'île est composée d'un vaste plateau calcaire recouvert d'une fine couche de terre arable. Au sud se trouve une grande étendue de steppe sauvage, Stora Alvaret, dépourvue d'arbres. C'est une zone de grand intérêt biologique en raison de la présence de nombreuses orchidées, de la potentille ligneuse  (ölandstock), et de l'hélianthème d'Öland (ölands solvända) qui est l'emblème de l'île.
Carl von Linné y fit un séjour en juin 1741, mandaté par le Parlement suédois, pour déterminer quelles ressources naturelles pouvaient apporter l'île à l'économie du pays. Il trouva le temps d'y étudier les pierres runiques, et y répertoria une grande partie de la faune et de la flore ainsi que celle de l'île voisine Blå Jungfrun (la vierge bleue).
L'̩île d'Öland est inscrite au patrimoine mondial de l'Unesco, et se caractérise aussi par ses nombreux moulins à vent, dont seuls 350 subsistent sur les 2 000 qui tournaient au XIXe siècle. Le moulin à pivot qui tourne sur lui-même selon la direction du vent est le type de moulin le plus courant à Öland.
Jouissant d'un micro climat particulièrement doux et ensoleillé, l'île est très prisée du tourisme suédois.
Sur l'île se trouve la villa Solliden, résidence d'été de la famille royale suédoise.

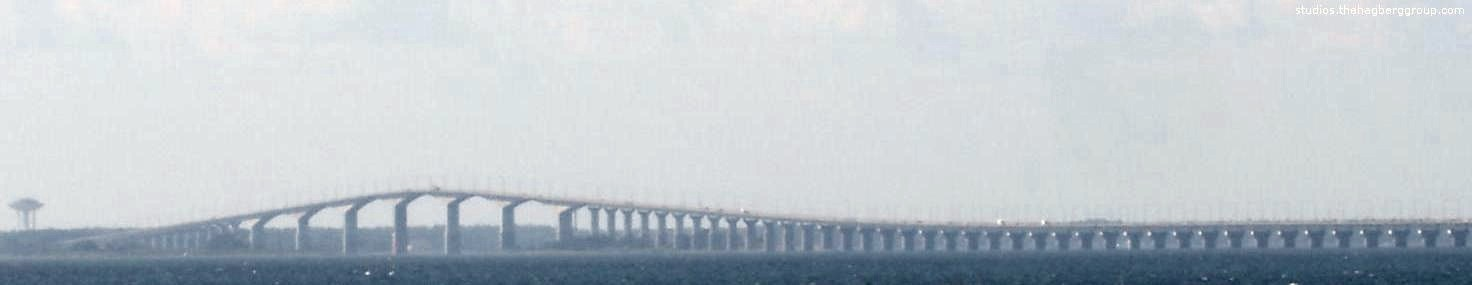
Ölandsbron, pont d'Öland.
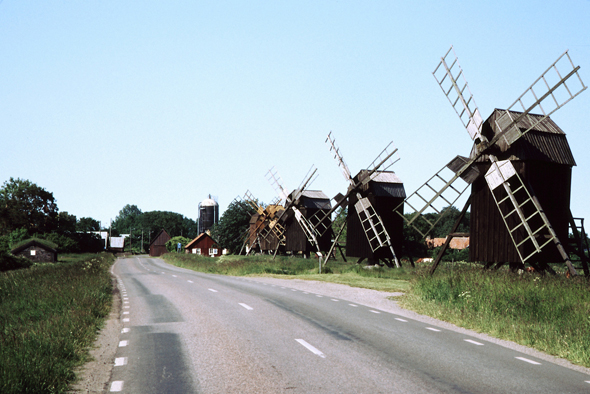
Moulins à vent.
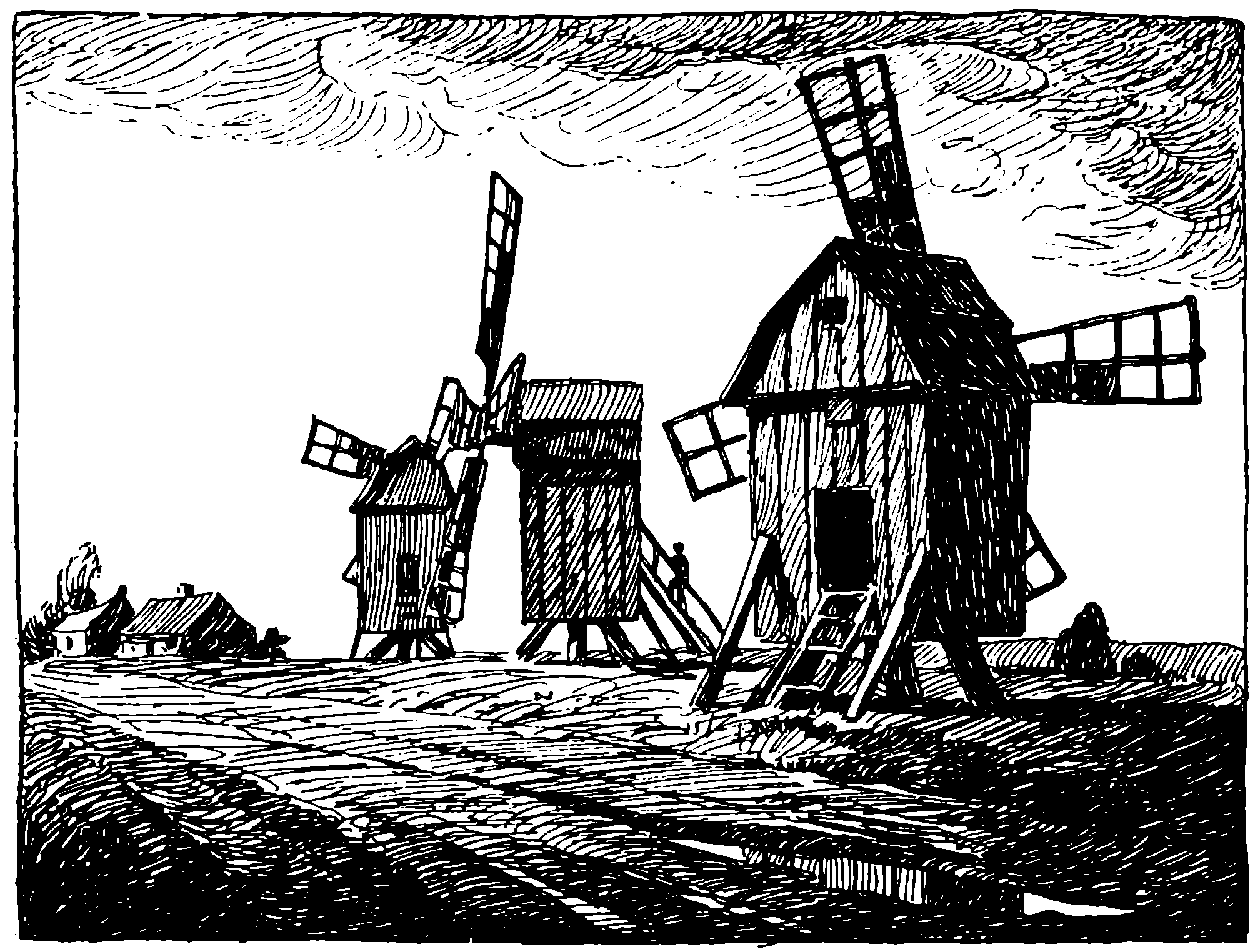
Oscar Bojesen, 1910.
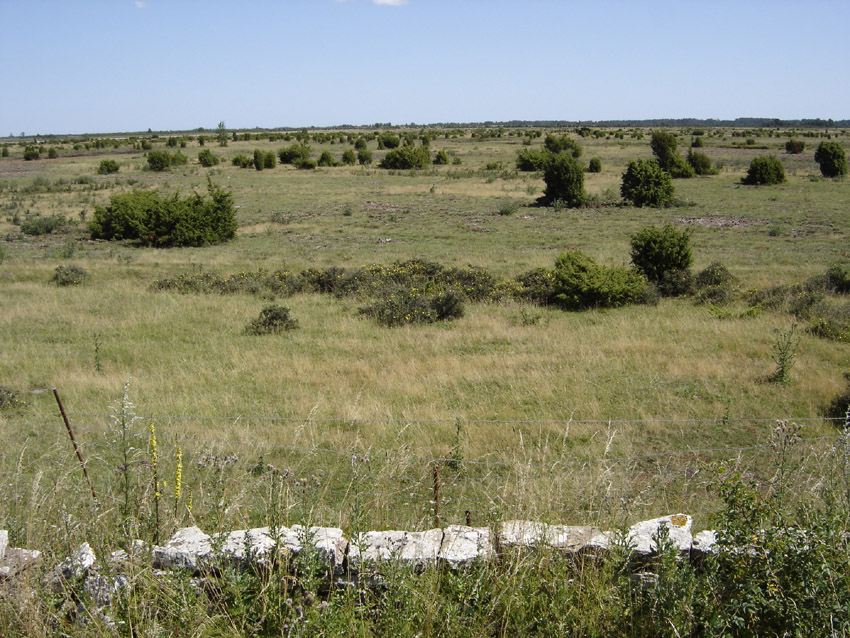
Paysage du sud de l'île.
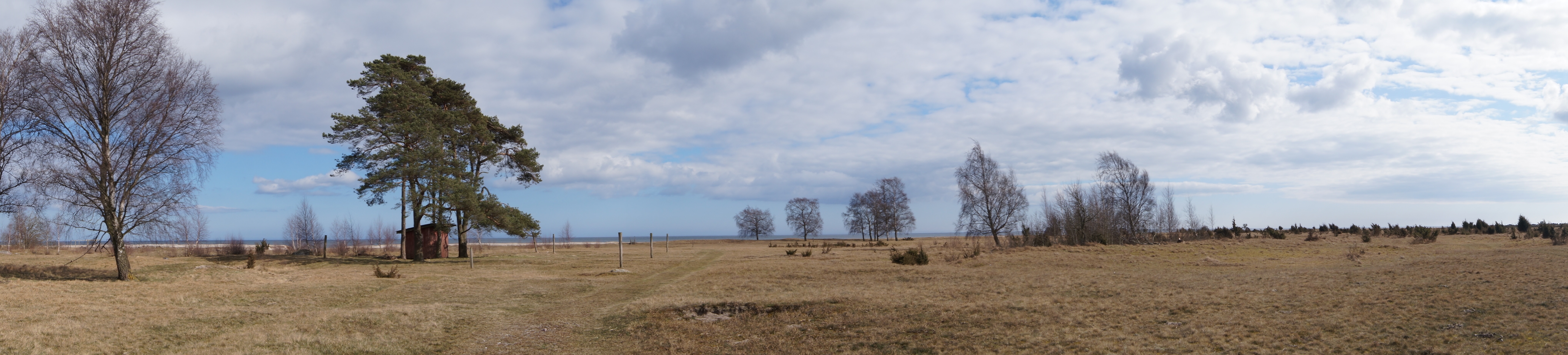
Panorama donnant sur la mer Baltique.

## Histoire
Des fouilles archéologiques menées sur différentes tombes datant de l'âge du fer contiennent des artéfacts provenant d'échanges avec l'empire romain et démontre que Bornholm a joué un rôle central dans les échanges commerciaux.
En 480, l'île a été le lieu d'un massacre qui n'a pas encore pu être expliqué.
L'île d'Öland est célèbre pour ses innombrables vestiges. Ses forteresses, qui datent de l'âge du fer (période précédant l'époque viking), Ismanstorp, Graborg, Eketorp, ont fait l'objet de fouilles systématiques. La forteresse d'Eketorp a même été reconstruite à l'identique.
Les tumulus et cercles de pierres levées (dont le site de Gettlinge), en forme caractéristique de bateau, se trouvent majoritairement au sud de l'île. Ces tombes et lieux sacrés rappellent l'importance de la navigation à l'époque des Vikings et attestent la mise en place des premiers royaumes régionaux.
De 1569 à 1804, Öland devint la chasse gardée du roi. On construisit même un mur en travers de l'île pour empêcher le gibier de s'enfuir dans les champs des paysans lors des chasses royales. C'est aussi durant cette période que fut construit le château de Borgholm qui défendait le détroit de Kalmar. Il brûla en 1806 et ne fut jamais reconstruit. Ses ruines massives dominent toujours Alvaret.
Durant le XIXe siècle, à cause de la pauvreté, beaucoup d'habitants de l'île émigrèrent aux États-Unis.
En raison de sa nature et de la beauté de sa lumière, Öland, depuis le début du XXe siècle, a attiré beaucoup d'artistes notamment des peintres, comme Per Ekström.
L'île a inspiré entre autres les écrivains August Strindberg pour sa nouvelle Une arme nouvelle, tirée de Destins et Visages, ainsi que plus récemment Johan Theorin pour ses thrillers, ainsi que Jussi Adler-Olsen pour son thriller Promesse.

## Mégalithisme
L'île d'Öland abrite plusieurs menhirs (généralement de taille modeste), ainsi que des dolmens et des cromlechs :
- Menhir de Grönhögen